# Bundesautobahn 980
Pour les articles homonymes, voir A980 et Autoroute A980.
La Bundesautobahn 980 est une Bundesautobahn dans le Land de Bavière.

## Géographie
L'A 980  part de l'échangeur autoroutier de l'Allgäu sur la Bundesautobahn 7 en passant par Durach jusqu'au carrefour de Waltenhofen, où elle rejoint la Bundesstraße 12. L'autoroute traverse l'Iller.

## Histoire
La Bundesautobahn 980 est prévue comme une section de la Bundesautobahn 98. Les projets de cet itinéraire désormais abandonnés, elle devient l'autoroute de desserte vers Oberstdorf et l'Ostallgäu. C'est pourquoi ce petit tronçon d'autoroute reçoit un nouveau nom.
En décembre 2012, l'Allgemeiner Deutscher Automobil-Club publie des statistiques selon lesquelles l'A980 est l'une des dix autoroutes les plus dangereuses en termes de conducteurs à contresens. En 2010 et 2011, 16 conducteurs à contresens furent signalés sur cette autoroute. Extrapolé à 100 km et par an, il existe statistiquement 156,9 signalements de conducteurs à contre-sens. Selon ces statistiques, seule la Bundesautobahn 255 (Hambourg-Süd–Neue Elbbrücken) est plus dangereuse avec 166,7 signalements statistiques de conducteurs à contre-sens tous les 100 km par an.